# Hypochroma achrosis
Hypochroma achrosis är en fjärilsart som beskrevs av Achille Guenée 1858. Hypochroma achrosis ingår i släktet Hypochroma och familjen mätare. Inga underarter finns listade i Catalogue of Life.